# Tyresö FF
Maillots
Dernière mise à jour : 25 août 2013.
Le Tyresö Fotbollsförening est un club de football suédois basé à Tyresö et fondé en 1971. Le club se distingue surtout par son équipe féminine qui évolue en 2013 en première division du Championnat de Suède.

## Football féminin
L'équipe féminine du Tyresö FF joue en première division suédoise de 1993 à 1996, en 1999, et depuis 2011. Les footballeuses sont finalistes de la Coupe de Suède de football féminin en 2011. En février 2012, le club enregistre l'arrivée de Marta Vieira da Silva, qui a remporté à cinq reprises le prix de meilleure footballeuse de l'année. En 2012, le club est sacré champion de Suède et échoue une nouvelle fois en finale de Coupe. L'équipe est défaite lors de l'édition 2013 de la Supercoupe de Suède, à l'issue de l'épreuve de tirs au but face au Göteborg FC.
En juin 2014 après sa défaite en finale de la Ligue des champions féminine de l'UEFA 2013-2014 contre VfL Wolfsbourg (féminines), le club est mis en liquidation, puis est déclaré forfait pour la Women Champions League 2014-2015, remplacé par Linköpings FC. N'ayant pas obtenu de licence le club se retire de la première division suédoise.

## Football masculin
Les footballeurs du Tyresö FF n'ont jamais atteint la deuxième division suédoise.